# David Hofer
David Hofer (Bolzano, 21 luglio 1983) è un ex fondista e allenatore di sci di fondo italiano.

## Biografia
Originario di Santa Cristina Valgardena, in Coppa del Mondo ha esordito il 22 ottobre 2005 nella sprint a tecnica libera di Düsseldorf (51°) e ha ottenuto il primo podio nella medesima località il 5 dicembre 2010, nella sprint a squadre a tecnica libera (3°).
In carriera ha preso parte a due edizioni dei Giochi olimpici invernali, Vancouver 2010 (39° nella sprint, 53° nell'inseguimento) e Soči 2014 (16° nella 50 km, 15° nella sprint, 5° nella staffetta), e a quattro dei Campionati mondiali (4° nella staffetta a  Val di Fiemme 2013 il miglior risultato).
Si è ritirato dalle competizioni al termine della stagione 2014-2015 per intraprendere la carriera di allenatore.

## Palmarès

### Coppa del Mondo
- Miglior piazzamento in classifica generale: 29º nel 2009
- 3 podi (1 individuale, 2 a squadre):
  - 3 terzi posti

### Campionati italiani
- 5 medaglie[3]:
  - 1 oro (sprint nel 2012)
  - 1 argento (sprint nel 2009)
  - 3 bronzi (sprint nel 2011; 15 km, 50 km  nel 2012)